# Me. I Am Mariah... The Elusive Chanteuse
Albums de Mariah Carey
The Essential Mariah Carey
(2011) #1 to Infinity
(2015)
Singles
1. Beautiful
Sortie : 7 mai 2013
2. The Art of Letting Go
Sortie : 11 novembre 2013
3. You're Mine (Eternal)
Sortie : 12 février 2014
4. You Don't Know What to Do
Sortie : 30 juin 2014

Me. I Am Mariah... The Elusive Chanteuse est le 14e album studio de Mariah Carey, sorti le 23 mai 2014. L'opus était en développement depuis 2011. Il s'agit du premier album distribué par le label Def Jam depuis le démantèlement et la restructuration du label Island Def Jam Music Group et Def Jam Recordings. Pendant la finalisation de l'album, Mariah remplace son ami et collaborateur Randy Jackson par Jermaine Dupri pour manager sa carrière.
À l'origine, l'album s'intitulait The Art of Letting Go, et sa date de sortie était prévue pour 2012, en présence du single Triumphant (Get 'Em) en featuring avec Rick Ross & Milk Meel. Cependant, de par sa discrétion dans le classement américain, elle est enlevée de l'album, et remplacée par d'autres chansons, repoussant ainsi la date de sortie de l'album à 2013, jusqu'à sa date définitive en 2014. Mariah Carey, Bryan-Michael Cox et Jermaine Dupri sont les producteurs exécutifs de l'album. Il est nommé d'après un portrait de Mariah dessiné, qu'elle réalise à l'âge de 3 ans, où elle écrit dessus Me. I Am Mariah. Ce dessin est présenté sur la pochette arrière de l'album avec, comme ajout, la phrase The Elusive Chanteuse, l'un des nombreux surnoms de l'interprète.
La chanteuse met en ligne une vidéo sur YouTube pour confirmer le titre définitif et la pochette de l'album, la liste des pistes, ainsi qu'un lien pour pré-commander le disque. Nas, Miguel, Wale et Fabolous participent à la composition de l'album. Les enfants de Mariah, en l'occurrence les jumeaux Moroccan et Monroe, y sont également crédités. Sur l'édition deluxe de l'album, R. Kelly et Mary J. Blige apparaissent comme invités sur les titres remixés du 13e album de Mariah : Memoirs of an Imperfect Angel datant de 2009. Me. I Am Mariah... The Elusive Chanteuse est précédé de quatre singles : #Beautiful, The Art of Letting Go, You're Mine (Eternal) et You Don't Know What to Do.
Le 27 mai 2014, Mariah Carey est présente aux World Music Awards 2014 où elle reçoit un prix pour avoir dépassé les 200 millions de disques vendus dans le monde et pour être la seule et unique artiste américaine à avoir classé 18 titres N°1 au Billboard.

## Historique
Mariah annonce le début de l'enregistrement de son 14e opus en février 2011 : « Je débute l'écriture de mon prochain album cette semaine et ce n'est que le début. » En mars 2011, Mariah Carey fait don des royalties de sa chanson Save The Day, qu'elle a écrit pour son 14e opus à des œuvres caritatives pour la défense des droits de l'Homme. Lors d'une interview donnée au magazine Billboard, Nick Cannon, son époux, révèle que Mariah avait déjà prévue le processus d'enregistrement d'un nouvel album : « Elle planifie un nouveau single cette année. Elle travaille encore. Nous sommes en studio, et la maternité l'a totalement inspirée à différents niveaux. » Canon confirme Carey être inspirée par son premier album Mariah Carey, et de son album Emotions.
En janvier 2012, Canon ajoute « Ma charmante femme planifie son retour dans la scène musicale après avoir materné nos deux magnifiques bébés, Moroccan et Monroe. » Le 3 aout 2012, Mariah Carey fait paraître Triumphant (Get 'Em) en collaboration avec les rappeurs Rick Ross & Milk Meel, qui devait originellement être le premier single du futur album studio. Le single étant difficilement accueilli par le public, l'album est alors repoussé. Le 1er avril 2014, Island Def Jam Music Group, dirigé par Universal Music Group, se scinde en Island Records et Def Jam. Mariah est alors transférée du label Island Records à celui de Def Jam,.

## Production
En septembre 2011, son producteur et ami Jermaine Dupri révèle, sur la chaîne Global 14, son retour en studio aux côtés de Carey, et leur collaboration pour une nouvelle chanson. En août 2012, Bryan Michael Cox déclare concernant l'album : « Elle a commencé à travailler avant sa grossesse. Maintenant qu'elle est enceinte, elle prend son temps. Quand elle reviendra, nous recommencerons à travailler là où nous nous sommes arrêtés. J'ai juste envie, entre Jermaine Dupri et elle, de faire un travail solide, qui tienne la route. » En septembre 2012, Carey est en studio avec R. Kelly.
Carey déclare sur son 14e album : « Je collabore avec un grand nombre de personnes favorites mais le chose principale est que  je n'essaye pas de suivre n'importe quelle tendance particulière, je veux que ce disque soit bien reçu, rester fidèle à moi-même, faire la musique que j'aime et rendre les fans heureux. » Carey déclare également avoir travaillé sur l'album avec les personnes suivantes : DJ Clue?, Randy Jackson, Q-Tip, R. Kelly, David Morales, Loris Holland, Stevie J, James Fauntleroy, Ray Angry, Walter Afanasieff, Jermaine Dupri, Bryan-Michael Cox, James « Big Jim » Wright, Hit-Boy, The-Dream, Da Brat et Rodney Jerkins,,.
Lors d'une interview exclusive donné au magazine Billboard le 9 mars 2013, Carey déclare : « Il s'agit de vous assurer que j'ai les tonalités d'une bonne musique, parce qu'en fin de compte, c'est la chose la plus importante... Il y a beaucoup plus de ballades  que les gens  pourraient s'attendre... il y a aussi des uptempos et les chansons types signature qui représentent mes différentes facettes en tant qu'artiste... Partout où nous allons avec ce projet, j'ai essayé d'y garder l'âme et le cœur. » Billboard demande à Carey de révéler le nom de l'album, mais cette dernière refuse de le dévoiler. En mars 2013, Carey explique : « Il y a assez de chansons » mais « je suis dans le processus de finition et nous allons mixer tout ça. »
Le 20 juin 2013, Carey entre en studio avec Mike Will Made It et Young Jeezy. Le 3 aout 2013, elle entre en studio avec le rappeur Wale. En septembre 2013, elle enregistre en studio avec le rappeur Nas. En janvier 2014, Carey annonce deux reprises et la finalisation de la liste des pistes de l'album. Dans une interview en février 2014, Carey explique avoir ajouté des chansons sur l'album qui parlent de son époux Nick Cannon, et avoir écrit des chansons spécialement pour ses jumeaux Moroccan et Monroe. Le même mois, Carey annonce sur MTV News avoir ajoutée trois nouvelles chansons à sa liste : une chanson enregistrée avec Hit-Boy, et deux remixes, et être en pleine sélection d'un nouveau titre pour l'album. Les deux remixes Betcha Gon' Know et It's A Wrap, issus de l'opus Memoirs of an Imperfect Angel, paru en 2009, sont agrémentés des participations de R. Kelly sur Betcha Gon' Know, et Mary J. Blige sur It's A Wrap. Les reprises incluent One More Try, single de George Michael, paru en 1988, et America the Beautiful, hymne patriotique américain, qui sera disponible uniquement et exclusivement sur l'édition japonaise de l'opus,.

## Titre et pochettes
En juin 2013, la décision entre deux titres pour l'album par Carey est annoncée. Le 16 juin 2013, Wallmart fait paraître l'album en pré-commande sous son titre officiel The Art of Letting Go. Le lendemain, Jermaine Dupri confirme que ce titre. Néanmoins, en février 2014, Carey déclare qu'un autre titre pour l'album pourrait être choisi. L'album s'appellera dorénavant Me. I Am Mariah... The Elusive Chanteuse, basé d'après deux termes liés à la chanteuse. Le premier est basé d'après un autoportrait de Carey, dessiné quand elle fut enfant puis utilisé en tant que pochette arrière de l'album et le second est un de ces surnoms qu'elle a récemment adoptée. En récapitulant le titre et le concept de l'album, Carey expique que « cet album est une réflexion de certains des sommets et des vallées qui ont fait ce que je suis aujourd'hui. Je me connais depuis toujours. Je suis Mariah. » Carl Williot du site internet Idolator, désigne le titre de l'album comme « absurde » et « insencé ». Il est aussi fustigé par Carey contre son inclusion de ponctuation « ennuyeuse » dans la liste des pistes de l'album telle que le hashtag (#) pour la chanson #Beautiful, une periode (.) pour la chanson Cry, et les caractères ajoutés à la chanson Money ($ * / ...). Dan Massai, du magazine Time déclare qu'il s'agit du « plus grand titre d'album le plus exagéré de tous les temps. »
Sur la pochette standard de l'album, Mariah est aperçue posant ses bras derrière sa tête, portant un maillot de bain croché nu-coloré beige devant un coucher de soleil avec un dégradé de multiples couleurs. L'édition Deluxe démontre quant à elle la tête de Mariah sur le même coucher de soleil.

## Parution
Dans une interview au magazine Shape datée du mois d'avril 2012, Mariah Carey déclare « J'ai commencé à écrire des chansons pour un nouvel album, que j'espère sortir en 2012. Le retour au studio et faire de la musique de nouveau - ce que j'aime vraiment faire - est la meilleure façon de finir cette année folle. » En août 2012, Carey et son manager Randy Jackson déclarent au magazine Billboard que l'album pourrait bénéficier d'une sortie en mars 2013. Dans une interview avec Ryan Secret en septembre 2012, Mariah Carey déclare : « Je veux que cela soit sorti au plus tôt, mais je suppose que ce ne sera pas prêt jusqu'aux alentour de janvier 2013, quelque part par là. J'ai voulu mettre une ballade. Je l'aime, mais j'écris toujours, je travaille toujours . Ainsi, vous ne savez jamais comment ça va finir. »
En février 2013, elle déclare souhaiter sortir l'album le plus vite possible,. L'album est alors repoussé à mai 2013, puis au 23 juillet 2013. Cependant, l'album est encore repoussé. En février 2014, la sortie de l'album est annoncée pour le 6 mai 2014, puis à la date définitive du 27 mai 2014.

## Promotion
Le 15 mai 2013, Mariah Carey interprète #Beautiful ainsi qu'un medley de ses plus grands hits tels que : Vision of Love, Make It Happen, Hero, My All et We Belong Together. Le lendemain, elle l'interprète lors du final de la 12e saison d' American Idol. Elle chante également la chanson agrémentée des singles Always Be My Baby et We Belong Together au Good Morning America le 24 mai 2013. Le 2 juin 2013, elle interprète #Beautiful avec Miguel lors du festival Hot 97's Summer Jam XX. Le 30 juin 2013, elle interprète le remix de la chanson avec Young Jeezy et Miguel lors des BET Awards.
Le 31 décembre 2013, elle interprète The Art of Letting Go et un medley de ses tubes incluant : Emotions, Fantasy, Always Be My Baby, Honey, Touch My Body, #Beautiful et Auld Lang Syne lors du Dick Clark's New Year's Rockin' Eve au Times Square, place et carrefour emblématique de la ville de New York.
Le 8 février 2014, elle interprète You're Mine (Eternal) lors d'un show sur la chaîne BET, qui sera retransmit le 24 février 2014. Le 13 février 2014, elle interprète également ce titre lors de l'illumination de l'Empire State Building.
Le 27 mai 2014, Mariah Carey est présente aux World Music Awards 2014 où elle reçoit un prix pour avoir dépassé les 200 millions de disques vendus dans le monde et pour être la seule et unique artiste américaine à avoir classé 18 titres N°1 au Billboard.

## Singles
Le 7 mai 2013, Mariah publie la chanson #Beautiful en duo avec Miguel. Le titre est écrit par elle-même, Miguel, Nathan Perez, Brook Davis et composé par Mariah Carey, Miguel, et Happy Perez. Le vidéoclip est réalisé par Joseph Kahn. Il y démontre plusieurs scènes ou Mariah Carey chante son titre sur une moto puis chante avec Miguel Pimentel dans une voiture. La vidéo est simplement réalisée, d'une durée de 3 minutes et 22 secondes, dans laquelle Carey vêtue d'une haut court et de chaussures créées par le designer français Christian Louboutin. La chanson débute à la 4e place au Billboard Hot 100. Le titre s'érige à la seconde place en Australie, 9e rang au Danemark, 5e place en Croatie, 5e position en Afrique du Sud, et obtient la 3e place en Corée du Sud et au Billboard Us R&B:Hip-Hop Songs. Au total, il s'écoule plus d'un million d'exemplaires du single.
Le 11 novembre 2013, paraît un second single, intitulé The Art of Letting Go, qui, malgré une absence de viédoclip, atteint la 19e place du Bilboard Bubbling Under Hot 100 Singles.
Le 12 février 2014, elle édite un troisième extrait You're Mine (Eternal), dont un urban remix est accompagné du chanteur Trey Songz. Le vidéoclip est réalisé par Mariah Carey et le photographe Idrani. Il est tourné dans la Forêt nationale d'El Yunque, à Porto Rico. Il y démontre des scènes de Carey en train de chanter dans la forêt. Une autre version de la vidéo est tournée comprenant des scènes avec le chanteur Trey Songz. Aux États-Unis, la chanson atteint la 26e place au Billboard Adult Contemporary. Quant à la version remixée, elle atteint la première place du Billboard Hot Dance Club Song.
Le 30 juin 2014, elle sort un quatrième extrait, prénommé You Don't Know What to Do en featuring Wale. La chanson est interprétée une première fois lors de l'émission Today Show, puis dans Good Morning America. Le titre est envoyé en radio américaine à partir du 30 juin 2014 mais aussi à partir du 1er juillet 2014,.

## Liste des titres
| Me. I Am Mariah... The Elusive Chanteuse – Standard edition | Me. I Am Mariah... The Elusive Chanteuse – Standard edition                                                         | Me. I Am Mariah... The Elusive Chanteuse – Standard edition | Me. I Am Mariah... The Elusive Chanteuse – Standard edition | Me. I Am Mariah... The Elusive Chanteuse – Standard edition | Me. I Am Mariah... The Elusive Chanteuse – Standard edition | Me. I Am Mariah... The Elusive Chanteuse – Standard edition | Me. I Am Mariah... The Elusive Chanteuse – Standard edition | Me. I Am Mariah... The Elusive Chanteuse – Standard edition | Me. I Am Mariah... The Elusive Chanteuse – Standard edition |
| No                                                          | Titre | Producteur(s)                                               | Durée                                                       |                                                             |                                                             |                                                             |                                                             |                                                             |                                                             |
| ----------------------------------------------------------- | --- | ----------------------------------------------------------- | ----------------------------------------------------------- | ----------------------------------------------------------- | ----------------------------------------------------------- | ----------------------------------------------------------- | ----------------------------------------------------------- | ----------------------------------------------------------- | ----------------------------------------------------------- |
| 1.                                                          | Cry | Carey - Wright                                              | 4:49                                                        |                                                             |                                                             |                                                             |                                                             |                                                             |                                                             |
| 2.                                                          | Faded | Carey - Mike Will Made-It                                   | 3:39                                                        |                                                             |                                                             |                                                             |                                                             |                                                             |                                                             |
| 3.                                                          | Dedicated (featuring Nas)                                                                                           | Carey - Hit-Boy - Darhyl « Hey DJ » Camper - Hazebanga [a]  | 4:13                                                        |                                                             |                                                             |                                                             |                                                             |                                                             |                                                             |
| 4.                                                          | #Beautiful (featuring Miguel)                                                                                       | Miguel - Carey - Happy Perez [b] - Davis [a]                | 3:20                                                        |                                                             |                                                             |                                                             |                                                             |                                                             |                                                             |
| 5.                                                          | Thirsty | Carey - Hit-Boy - Rey Reel [b]                              | 3:26                                                        |                                                             |                                                             |                                                             |                                                             |                                                             |                                                             |
| 6.                                                          | Make It Look Good                                                                                                   | Carey - Jermaine Dupri - Bryan-Michael Cox                  | 3:23                                                        |                                                             |                                                             |                                                             |                                                             |                                                             |                                                             |
| 7.                                                          | You're Mine (Eternal)                                                                                               | Carey - Rodney Jerkins                                      | 3:44                                                        |                                                             |                                                             |                                                             |                                                             |                                                             |                                                             |
| 8.                                                          | You Don't Know What to Do (featuring Wale)                                                                          | Carey - Jermaine Dupri - Bryan-Michael Cox                  | 4:47                                                        |                                                             |                                                             |                                                             |                                                             |                                                             |                                                             |
| 9.                                                          | Supernatural (with special guest stars "Dembabies" a.k.a. Ms. Monroe & Mr. Moroccan Scott Cannon a.k.a. Roc 'N Roe) | Carey - Jermaine Dupri - Bryan-Michael Cox                  | 4:38                                                        |                                                             |                                                             |                                                             |                                                             |                                                             |                                                             |
| 10.                                                         | Meteorite | Carey - Q-Tip                                               | 3:51                                                        |                                                             |                                                             |                                                             |                                                             |                                                             |                                                             |
| 11.                                                         | Camouflage | Carey - Wright                                              | 4:49                                                        |                                                             |                                                             |                                                             |                                                             |                                                             |                                                             |
| 12.                                                         | Money (featuring Fabolous)                                                                                          | Carey - Hit-Boy                                             | 4:55                                                        |                                                             |                                                             |                                                             |                                                             |                                                             |                                                             |
| 13.                                                         | One More Try | Carey - Jermaine Dupri - Bryan-Michael Cox                  | 6:17                                                        |                                                             |                                                             |                                                             |                                                             |                                                             |                                                             |
| 14.                                                         | Heavenly (No Ways Tired / Can't Give Up Now) (Dédicace à James Cleveland)                                           | Carey - Jermaine Dupri - Bryan-Michael Cox                  | 5:39                                                        |                                                             |                                                             |                                                             |                                                             |                                                             |                                                             |
| 15.                                                         | Me. I Am Mariah... The Elusive Chanteuse                                                                            |                                                             | 1:12                                                        |                                                             |                                                             |                                                             |                                                             |                                                             |                                                             |
| 62:42                                                       | |                                                             |                                                             |                                                             |                                                             |                                                             |                                                             |                                                             |                                                             |

| 15. | It's A Wrap (featuring Mary J. Blige)    | Carey - Heatmyzer - C. « Tricky » Stewart - Wright | 4:04 |
| 16. | Betcha Gon' Know (featuring R. Kelly)    | Carey - C. « Tricky » Stewart - The-Dream - Wright | 3:54 |
| 17. | The Art of Letting Go                    | Carey - Rodney Jerkins                             | 3:44 |
| 18. | Me. I Am Mariah... The Elusive Chanteuse |                                                    | 1:12 |

| 15. | It's A Wrap (featuring Mary J. Blige) | Carey - Heatmyzer - C. « Tricky » Stewart - Wright | 4:04 |
| 16. | Betcha Gon' Know (featuring R. Kelly) | Carey - C. « Tricky » Stewart - The-Dream - Wright | 3:54 |
| 17. | The Art of Letting Go                 | Carey - Rodney Jerkins                             | 3:44 |
| 18. | America the Beautiful                 |                                                    |      |

Notes
- [a] désigne un producteur additionnel
- [b] désigne un co-procuteur
- Cry est écrit Cry.
- Beautiful est écrit #Beautiful
- Dedicated contient un échantillon sonore du titre Da Mystery of Chessboxin de Wu-Tang Clan[59]
- Make It Look Good contient des interpolations de Let Me Make Love to You, écrit par Walter « Bunny » Sigler et Allan Felder[59].
- You Don't Know What to Do contient des interpolations de I'm Caught Up in a One Night Love Affair, écrit par Patrick Adams et Terri Gonzalez[59].
- Meteorite contient un échantillon sonore de Goin' Up in Smoke, chanté par Eddie Kendricks[59].
- Money est écrit Money ($ * / ...). Il contient également un échantillon sonore de Alabeke, chanté par Dan Snatch, et de Rapper Dapper Snapper chanté par Edwin Birdsong[59].
- One More Try est une reprise du single de George Michael intitulé One More Try, paru en 1988.
- Heavenly (No Way Tired / Can't Give Up Now) est une dédicace à Reverend James Cleveland. Il contient un échantillon sonore de Can't Give Up Now de Mary Mary[59].
- It's A Wrap contient un échantillon sonore de I Belong to You de Barry White, chanté par Love Unlimited Orchestra[59].
- Au Japon, une seule version de l'album est paru en CD[27].

## Classement hebdomadaire
| Classement (2014)                   | Meilleure position |
| ----------------------------------- | ------------------ |
| Allemagne (Media Control AG)        | 27                 |
| Australie (ARIA)                    | 5                  |
| Australie (Urban ARIA)              | 2                  |
| Autriche (Ö3 Austria Top 40)        | 38                 |
| Belgique (Flandre Ultratop)         | 41                 |
| Belgique (Wallonie Ultratop)        | 23                 |
| Canada (Canadian Albums)            | 8                  |
| Croatie (Toplista)                  | 10                 |
| Danemark (Tracklisten)              | 13                 |
| Écosse (OCC)                        | 32                 |
| Espagne (Promusicae)                | 10                 |
| États-Unis (Billboard 200)          | 3                  |
| États-Unis (Top R&B/Hip-Hop Albums) | 1                  |
| France (SNEP)                       | 26                 |
| Grèce (IFPI)                        | 10                 |
| Irlande (IRMA)                      | 19                 |
| Italie (FIMI)                       | 15                 |
| Japon (Oricon)                      | 25                 |
| Nouvelle-Zélande (RIANZ)            | 11                 |
| Pays-Bas (Mega Album Top 100)       | 14                 |
| Royaume-Uni (UK Albums Chart)       | 14                 |
| Royaume-Uni (R&B Albums)            | 2                  |
| Suisse (Schweizer Hitparade)        | 16                 |

## Historique de sortie
| Pays        | Date        | Édition           | Format             | Label discographique  | Ref    |
| ----------- | ----------- | ----------------- | ------------------ | --------------------- | ------ |
| Australie   | 23 mai 2014 | Standard - Deluxe | CD, téléchargement | Universal Music       | [ 83 ] |
| Allemagne   | 23 mai 2014 | Standard - Deluxe | CD, téléchargement | Universal Music       | [ 84 ] |
| Royaume-Uni | 26 mai 2014 | Standard - Deluxe | CD, téléchargement | Virgin EMI            | [ 85 ] |
| Canada      | 27 mai 2014 | Standard - Deluxe | CD, téléchargement | Universal Music       | [ 86 ] |
| États-Unis  | 27 mai 2014 | Standard - Deluxe | CD, téléchargement | Def Jam               | [ 87 ] |
| Japon       | 28 mai 2014 | Standard - Deluxe | Téléchargement     | Universal Music Japan | [ 88 ] |
| Japon       | 4 juin 2014 | Édition japonaise | CD                 | Universal Music Japan | [ 27 ] |